# Ohioville
Ohioville  è una borough degli Stati Uniti d'America, nella contea di Beaver nello Stato della Pennsylvania. Secondo il censimento del 2000 la popolazione è di 3.759 abitanti.

## Società

### Evoluzione demografica
La composizione etnica vede una prevalenza della razza bianca (97,15%) seguita da quella afroamericana (2,00%), dati del 2000.
| borough di Ohioville Popolazione |       |
| 2000                             | 3.759 |
| Stima al 2009                    | 3.607 |